# Водный (Адыгея)
Водный — посёлок сельского типа в Красногвардейском районе Республики Адыгея России. Относится к Хатукайскому сельскому поселению.

## Географическое положение
Расположен в 6 км к северу от села Красногвардейского, на побережье Краснодарского водохранилища реки Кубани, у границе с Усть-Лабинским районом Краснодарского края.

## История
Основан в 1879 году как хутор, который по фамилии первопоселенцев носил название Субботиных или Суботин.
После революции хутор получает новое наименование Победоносцев № 6, а в 1940-х годах, после строительства Тщикского водохранилища носит современное название. В 1958 году присвоен статус поселка сельского типа. Посёлок в значительной мере пострадал от паводка прошедшего по реке Кубани в 2002 году.

## Население
| 2002 | 2010 | 2013 | 2014 | 2015 | 2016 | 2017 |
| ---- | ---- | ---- | ---- | ---- | ---- | ---- |
| 0    | →0   | →0   | →0   | →0   | →0   | →0   |
| 2018 | 2019 | 2020 | 2021 | 2023 | 2024 |      |
| →0   | →0   | →0   | →0   | →0   | →0   |      |

По переписи 1926 года на хуторе проживало 17 человек
В 1997 году в поселке проживало 12 человек. В результате паводка, произошедшего в 2002 году на реке Кубани большая часть населения переселена в село Красногвардейское и аул Хатукай. По переписи 2010 посёлок не имеет населения.